# Mike Davis (cestista 1988)
Michael Edward Davis, detto Mike (Alexandria, 21 ottobre 1988), è un ex cestista statunitense.